# دانشگاه ایالتی سالم
دانشگاه ایالتی سالم (Salem State یا SSU) یک دانشگاه دولتی در سالم، ماساچوست است. این مؤسسه که در سال ۱۸۵۴ تأسیس شد، قدیمی‌ترین و بزرگ‌ترین مؤسسه آموزش عالی در ساحل شمالی است و بخشی از سیستم دانشگاه دولتی در ماساچوست است. این دانشگاه طیف گسترده‌ای از مدارک لیسانس و فوق لیسانس و همچنین گواهینامه‌های فوق لیسانس را در بیش از ۴۰ رشته دانشگاهی ارائه می‌دهد.